# 深山尚久
深山 尚久（みやま なおひさ、1956年 - ）は、日本のヴァイオリニスト。

## 経歴
神奈川県鎌倉市に生まれ東京都港区麻布で育つ。慶應義塾幼稚舎、慶應義塾普通部、慶應義塾高等学校を経て、東京芸術大学音楽学部器楽学科卒業。同大学院音楽研究科ヴァイオリン専攻修了。ヴァイオリンを海野義雄に師事。室内楽をルイ・グレーラー、ピュイグ＝ロジェに師事。国内ほとんどのプロオーケストラの客演コンサートマスターを務める。国内主要オーケストラとの協奏曲の協演、各地でのリサイタル、室内楽活動などで活躍している。元玉川大学芸術学部准教授。
武蔵野音楽大学教授、日本弦楽指導者協会会長。

## コンサートマスターとしての職歴
- 1980-1986年　東京フィルハーモニー交響楽団コンサートマスター
- 1986-1988年　新星日本交響楽団コンサートマスター
- 1988-1992年　札幌交響楽団首席コンサートマスター[3][4]
- 1992-1993年　広島交響楽団首席客演ソロコンサートマスター
- 1993-1998年　神奈川フィルハーモニー管弦楽団コンサートマスター
- 1999-2001年　東京交響楽団コンサートマスター
- 2010-2017年　静岡交響楽団第一コンサートマスター

## ディスコグラフィ
- 三枝成彰／ヴァイオリン協奏曲「雪に蔽われた伝説」（堤俊作指揮札幌交響楽団）（1991年）[1][5]